# ジャネット・シンプソン
ジャネット・シンプソン（Janet Mary Simpson、1944年9月2日 - ）は、イギリスの陸上競技選手。1964年東京オリンピックの銅メダリストである。

## 経歴
シンプソンは、1960年代から1970年代初頭にかけて活躍したイギリスの女子短距離選手である。1964年東京オリンピックでは200mと4×100mリレーに出場。200mは決勝で7位に終わったものの、4×100mリレーには、マリー・ランド、ダフネ・アーデン、ドロシー・ハイマンとともに出場し、イギリスの銅メダル獲得に貢献した。また、2年後の1966年には、ジャマイカで開催されたコモンウェルスゲームズの4×100mリレーで銀メダルを獲得している。
1968年メキシコシティーオリンピックでは400mと4×400mリレーに出場。400mでは54秒5で4位となり、0秒3差でメダルに手が届かなかった。一方、4×400mリレーは7位に終わっている。シンプソンは、翌1969年、ヨーロッパ選手権の4×400mリレーに第3走者として出場。3分30秒8の世界新記録をマークし金メダルを獲得している。
シンプソンは、1969年に現役を引退したが、1972年ミュンヘンオリンピックでカムバック。ミュンヘンでは400mでは一次予選で敗退、4×400mは5位入賞という結果を残した。
ところで、シンプソンの母親のバイオレット・ウェブは、1932年ロサンゼルスオリンピックの4×100mリレーで金メダルを獲得しており、母娘のオリンピックメダリストである。また、シンプソンの夫は、1969年のヨーロッパ選手権200mの優勝者のフィリップ・クラークである。

## 主な実績
| 年   | 大会                   | 場所                       | 種目          | 結果      | 記録     |
| ---- | ---------------------- | -------------------------- | ------------- | --------- | -------- |
| 1964 | オリンピック           | 東京（日本）               | 200m          | 7位       | 23秒9    |
| 1964 | オリンピック           | 東京（日本）               | 4×100mリレー  | 3位       | 44秒0    |
| 1966 | コモンウェルスゲームズ | キングストン（ジャマイカ） | 100yd         | 5位（sf） | 10秒8    |
| 1966 | コモンウェルスゲームズ | キングストン（ジャマイカ） | 220yd         | 8位       | 24秒6    |
| 1966 | コモンウェルスゲームズ | キングストン（ジャマイカ） | 4×110ydリレー | 2位       | 45秒6    |
| 1968 | オリンピック           | メキシコシティ（メキシコ） | 400m          | 4位       | 52秒5    |
| 1968 | オリンピック           | メキシコシティ（メキシコ） | 4×100mリレー  | 7位       | 43秒8    |
| 1969 | ヨーロッパ陸上選手権   | アテネ（ギリシャ）         | 400m          | 7位       | 53秒85   |
| 1969 | ヨーロッパ陸上選手権   | アテネ（ギリシャ）         | 4×400mリレー  | 1位       | 3分30秒8 |
| 1972 | オリンピック           | ミュンヘン（西ドイツ）     | 400m          | 5位（1q） | 54秒13   |
| 1972 | オリンピック           | ミュンヘン（西ドイツ）     | 4×400mリレー  | 5位       | 3分28秒7 |

- sfは準決勝、1qは一次予選